# Lista odcinków serialu Jane the Virgin
Poniżej znajduje się lista odcinków serialu telewizyjnego  Jane the Virgin – emitowanego przez amerykańską stację telewizyjną The CW od 13 października 2015 roku do 31 lipca 2019 roku. Powstało 5 serii, która łącznie składają się z 100 odcinków. W Polsce serial dostępny jest na platformie Netflix.
| Sezon | Sezon | Odcinki | Oryginalna emisja The CW | Oryginalna emisja The CW | Oryginalna emisja Netflix | Oryginalna emisja Netflix | Oryginalna emisja Netflix |
| Sezon | Sezon | Odcinki | Premiera sezonu          | Finał sezonu             | Premiera sezonu           | Finał sezonu              |                           |
| ----- | ----- | ------- | ------------------------ | ------------------------ | ------------------------- | ------------------------- | ------------------------- |
|       | 1     | 22      | 13 października 2014     | 11 maja 2015             | brak danych               | brak danych               |                           |
|       | 2     | 22      | 12 października 2015     | 16 maja 2016             | 15 czerwca 2016           | 15 czerwca 2016           |                           |
|       | 3     | 20      | 17 października 2016     | 22 maja 2017             | 29 czerwca 2017           | 29 czerwca 2017           |                           |
|       | 4     | 17      | 13 października 2017     | 20 kwietnia 2018         | 14 października 2017      | 21 kwietnia 2018          |                           |
|       | 5     | 19      | 27 marca 2019            | 31 lipca 2019            | —                         | —                         |                           |

## Sezon 1 (2014-2015)
| Nr | #  | Tytuł              | Reżyseria       | Scenariusz                                | Premiera The CW      | Premiera Netflix |
| -- | -- | ------------------ | --------------- | ----------------------------------------- | -------------------- | ---------------- |
| 1  | 1  | Chapter One        | Brad Silberling | Jennie Snyder Urman                       | 13 października 2014 | nieemitowany     |
| 2  | 2  | Chapter Two        | Uta Briesewitz  | Jennie Snyder Urman                       | 20 października 2014 | nieemitowany     |
| 3  | 3  | Chapter Three      | Brad Silberling | Meredith Averill                          | 27 października 2014 | nieemitowany     |
| 4  | 4  | Chapter Four       | Debbie Allen    | Corinne Brinkerhoff                       | 3 listopada 2014     | nieemitowany     |
| 5  | 5  | Chapter Five       | Ed Ornelas      | Josh Reims                                | 10 listopada 2014    | nieemitowany     |
| 6  | 6  | Chapter Six        | Jann Turner     | Paul Sciarrotta                           | 17 listopada 2014    | nieemitowany     |
| 7  | 7  | Chapter Seven      | Janice Cooke    | David S. Rosenthal                        | 24 listopada 2014    | nieemitowany     |
| 8  | 8  | Chapter Eight      | Norman Buckley  | Josh Reims & Caroline Rivera              | 8 grudnia 2014       | nieemitowany     |
| 9  | 9  | Chapter Nine       | Zetna Fuentes   | Corinne Brinkerhoff                       | 15 grudnia 2014      | nieemitowany     |
| 10 | 10 | Chapter Ten        | Elodie Keene    | Meredith Averill & Christopher Oscar Peña | 19 stycznia 2015     | nieemitowany     |
| 11 | 11 | Chapter Eleven     | Joanna Kerns    | Gracie Glassmeyer                         | 26 stycznia 2015     | nieemitowany     |
| 12 | 12 | Chapter Twelve     | Gina Lamar      | David S. Rosenthal                        | 2 lutego 2015        | nieemitowany     |
| 13 | 13 | Chapter Thirteen   | Howard Deutch   | Josh Reims                                | 9 lutego 2015        | nieemitowany     |
| 14 | 14 | Chapter Fourteen   | Brad Silberling | Paul Sciarrotta                           | 16 lutego 2015       | nieemitowany     |
| 15 | 15 | Chapter Fifteen    | Melanie Mayron  | Emmylou Diaz, David S. Rosenthal          | 9 marca 2015         | nieemitowany     |
| 16 | 16 | Chapter Sixteen    | Joanna Kerns    | Josh Reims, Carolina Rivera               | 16 marca 2015        | nieemitowany     |
| 17 | 17 | Chapter Seventeen  | Uta Briesewitz  | Jessica O’Toole, Amy Rardin               | 6 kwietnia 2015      | nieemitowany     |
| 18 | 18 | Chapter Eighteen   | Ed Ornelas      | Meredith Averill                          | 13 kwietnia 2015     | nieemitowany     |
| 19 | 19 | Chapter Nineteen   | Robert Luketic  | Emmylou Diaz, David S. Rosenthal          | 20 kwietnia 2015     | nieemitowany     |
| 20 | 20 | Chapter Twenty     | Debbie Allen    | Corinne Brinkerhoff, Paul Sciarrotta      | 27 kwietnia 2015     | nieemitowany     |
| 21 | 21 | Chapter Twenty-One | Stuart Gillard  | Jessica O'Toole, Amy Rardin               | 4 maja 2015          | nieemitowany     |
| 22 | 22 | Chapter Twenty-Two | Zetna Fuentes   | Josh Reims, Jennie Snyder Urman           | 11 maja 2015         | nieemitowany     |

## Sezon 2 (2015-2016)
| Nr | #  | Tytuł                | Reżyseria               | Scenariusz                                   | Premiera The CW      | Premiera Netflix |
| -- | -- | -------------------- | ----------------------- | -------------------------------------------- | -------------------- | ---------------- |
| 23 | 1  | Chapter Twenty-Three | Brad Silberling         | Jennie Snyder Urman                          | 12 października 2015 | 15 czerwca 2016  |
| 24 | 2  | Chapter Twenty-Four  | Ed Ornelas              | David S. Rosenthal                           | 19 października 2015 | 15 czerwca 2016  |
| 25 | 3  | Chapter Twenty-Five  | Robert Luketic          | Corinne Brinkerhoff                          | 26 października 2015 | 15 czerwca 2016  |
| 26 | 4  | Chapter Twenty-Six   | Zetna Fuentes           | Paul Sciarrotta                              | 2 listopada 2015     | 15 czerwca 2016  |
| 27 | 5  | Chapter Twenty-Seven | Jann Turner             | Jessica O'Toole                              | 9 listopada 2015     | 15 czerwca 2016  |
| 28 | 6  | Chapter Twenty-Eight | Melanie Mayron directed | Corinne Brinkerhoff, Micah Schraft           | 16 listopada 2015    | 15 czerwca 2016  |
| 29 | 7  | Chapter Twenty-Nine  | Ed Ornelas David S.     | Rosenthal, Dara Resnick Creasey              | 23 listopada 2015    | 15 czerwca 2016  |
| 30 | 8  | Chapter Thirty       | Uta Briesewitz          | Paul Sciarrotta, Carolina Rivera             | 14 grudnia 2015      | 15 czerwca 2016  |
| 31 | 9  | Chapter Thirty-One   | Uta Briesewitz          | Jessica O’Toole, Amy Rardin, Emmylou Diaz    | 25 stycznia 2016     | 15 czerwca 2016  |
| 32 | 10 | Chapter Thirty-Two   | Jason Reilly            | Micah Schraft                                | 1 lutego 2016        | 15 czerwca 2016  |
| 33 | 11 | Chapter Thirty-Three | Michael J Cinquemani    | Uta Briesewitz                               | 8 lutego 2016        | 15 czerwca 2016  |
| 34 | 12 | Chapter Thirty-Four  | Howard Deutch           | Madeline Hendricks                           | 22 lutego 2016       | 15 czerwca 2016  |
| 35 | 13 | Chapter Thirty-Five  | Melanie Mayron          | Chantelle M. Wells                           | 29 lutego 2016       | 15 czerwca 2016  |
| 36 | 14 | Chapter Thirty-Six   | Uta Briesewitz          | Jessica O’Toole, Amy Rardin                  | 7 marca 2016         | 15 czerwca 2016  |
| 37 | 15 | Chapter Thirty-Seven | Melanie Mayron          | Sarah Goldfinger                             | 21 marca 2016        | 15 czerwca 2016  |
| 38 | 16 | Chapter Thirty-Eight | Georgina Garcia Reidel  | Micah Schraft                                | 28 marca 2016        | 15 czerwca 2016  |
| 39 | 17 | Chapter Thirty-Nine  | Matthew Diamond         | Carolina Rivera                              | 11 kwietnia 2016     | 15 czerwca 2016  |
| 40 | 18 | Chapter Forty        | Anna Mastro             | Jessica O'Toole, Amy Rardin                  | 18 kwietnia 2016     | 15 czerwca 2016  |
| 41 | 19 | Chapter Forty-One    | Gina Lamar              | Joe Lawson                                   | 25 kwietnia 2016     | 15 czerwca 2016  |
| 42 | 20 | Chapter Forty-Two    | Zetna Fuentes           | Micah Schraft, Paul Sciarrotta               | 2 maja 2016          | 15 czerwca 2016  |
| 43 | 21 | Chapter Forty-Three  | Melanie Mayron          | Jessica O'Toole, Amy Rardin, Paul Sciarrotta | 9 maja 2016          | 15 czerwca 2016  |
| 44 | 22 | Chapter Forty-Four   | Jann Turner             | Paul Sciarrotta, Jennie Snyder Urman         | 16 maja 2016         | 15 czerwca 2016  |

## Sezon 3 (2016-2017)
11 marca 2016 roku, stacja The CW ogłosiła przedłużenie serialu o 3 sezon
| Nr | #  | Tytuł               | Reżyseria           | Scenariusz                                      | Premiera The CW      | Premiera Netflix |
| -- | -- | ------------------- | ------------------- | ----------------------------------------------- | -------------------- | ---------------- |
| 45 | 1  | Chapter Forty-Five  | Gina Lamar          | Jennie Snyder Urman                             | 17 października 2016 | 29 czerwca 2017  |
| 46 | 2  | Chapter Forty-Six   | Brad Silberling     | David S. Rosenthal, Paul Sciarrotta             | 24 października 2016 | 29 czerwca 2017  |
| 47 | 3  | Chapter Forty-Seven | Eva Longoria Baston | Carolina Rivera, Micah Schraft                  | 31 października 2016 | 29 czerwca 2017  |
| 48 | 4  | Chapter Forty-Eight | Melanie Mayron      | Sarah Goldfinger, Jessica O'Toole, Amy Rardin   | 7 listopada 2016     | 29 czerwca 2017  |
| 49 | 5  | Chapter Forty-Nine  | Anna Mastro         | Paul Sciarrotta                                 | 14 listopada 2016    | 29 czerwca 2017  |
| 50 | 6  | Chapter Fifty       | Melanie Mayron      | Valentina Garza, David S. Rosenthal             | 21 listopada 2016    | 29 czerwca 2017  |
| 51 | 7  | Chapter Fifty-One   | Gina Lamar          | Sarah Goldfinger, Jessica O'Toole, Amy Rardin   | 28 listopada 2016    | 29 czerwca 2017  |
| 52 | 8  | Chapter Fifty-Two   | Anna Mastro         | Carolina Rivera, Micah Schraft                  | 23 stycznia 2017     | 29 czerwca 2017  |
| 53 | 9  | Chapter Fifty-Three | Gina Lamar          | Chantelle M. Wells                              | 30 stycznia 2017     | 29 czerwca 2017  |
| 54 | 10 | Chapter Fifty-Four  | Melanie Mayron      | Micah Schraft, Jennie Snyder Urman              | 6 lutego 2017        | 29 czerwca 2017  |
| 55 | 11 | Chapter Fifty-Five  | Brad Silberling     | Paul Sciarrotta, Jennie Snyder Urman            | 13 lutego 2017       | 29 czerwca 2017  |
| 56 | 12 | Chapter Fifty-Six   | Matthew Diamond     | Valentina Garza                                 | 20 lutego 2017       | 29 czerwca 2017  |
| 57 | 13 | Chapter Fifty-Seven | Zetna Fuentes       | Madeline Hendricks                              | 27 lutego 2017       | 29 czerwca 2017  |
| 58 | 14 | Chapter Fifty-Eight | Melanie Mayron      | Merigan Mulhern                                 | 20 marca 2017        | 29 czerwca 2017  |
| 59 | 15 | Chapter Fifty-Nine  | Anna Mastro         | Deidre Shaw                                     | 27 marca 2017        | 29 czerwca 2017  |
| 60 | 16 | Chapter Sixty       | Micah Schraft       | Carolina Rivera, Micah Schraft                  | 24 kwietnia 2017     | 29 czerwca 2017  |
| 61 | 17 | Chapter Sixty-One   | Melanie Mayron      | Paul Sciarrotta                                 | 1 maja 2017          | 29 czerwca 2017  |
| 62 | 18 | Chapter Sixty-Two   | Fernando Sarinana   | Jessica O'Toole, Amy Rardin, David S. Rosenthal | 8 maja 2017          | 29 czerwca 2017  |
| 63 | 19 | Chapter Sixty-Three | Gina Lamar          | Paul Sciarrotta                                 | 15 maja 2017         | 29 czerwca 2017  |
| 64 | 20 | Chapter Sixty-Four  | Melanie Mayron      | Micah Schraft, Jennie Snyder Urman              | 22 maja 2017         | 29 czerwca 2017  |

## Sezon 4 (2017-2018)
| Nr | #  | Tytuł                 | Reżyseria         | Scenariusz                                   | Premiera The CW      | Premiera Netflix     |
| -- | -- | --------------------- | ----------------- | -------------------------------------------- | -------------------- | -------------------- |
| 65 | 1  | Chapter Sixty-Five    | Brad Silberling   | Jennie Snyder Urman, Paul Sciarrotta         | 13 października 2017 | 14 października 2017 |
| 66 | 2  | Chapter Sixty-Six     | Gina Lamar        | Valentina Garza, Jessica O'Toole, Amy Rardin | 20 października 2017 | 21 października 2017 |
| 67 | 3  | Chapter Sixty-Seven   | Fernando Sariñana | Carolina Rivera, Micah Schraft               | 27 października 2017 | 28 października 2017 |
| 68 | 4  | Chapter Sixty-Eight   | Gina Lamar        | Deirdre Shaw, Chantelle M. Wells             | 3 listopada 2017     | 4 listopada 2017     |
| 69 | 5  | Chapter Sixty-Nine    | Stuart Gillard    | Paul Sciarrotta                              | 10 listopada 2017    | 11 listopada 2017    |
| 70 | 6  | Chapter Seventy       | Melanie Mayron    | Carolina Rivera, Micah Schraft               | 17 listopada 2017    | 18 listopada 2017    |
| 71 | 7  | Chapter Seventy-One   | Micah Schraft     | Valentina Garza, Deidre Shaw                 | 8 grudnia 2017       | 9 grudnia 2017       |
| 72 | 8  | Chapter Seventy-Two   | Melanie Mayron    | Carolina Rivera, Paul Sciarrotta             | 26 stycznia 2018     | 2018                 |
| 73 | 9  | Chapter Seventy-Three | Eric Lea          | Valentina Garza, Chantelle M. Wells          | 2 lutego 2018        | 2018                 |
| 74 | 10 | Chapter Seventy-Four  | Gina Rodriguez    | Micah Schraft, Paul Sciarrotta               | 9 lutego 2018        | 2018                 |
| 75 | 11 | Chapter Seventy-Five  | Gina Lamar        | Merigan Mulhern                              | 2 marca 2018         | 2018                 |
| 76 | 12 | Chapter Seventy-Six   | Melanie Mayron    | Leah Longoria                                | 9 marca 2018         | 2018                 |
| 77 | 13 | Chapter Seventy-Seven | Gina Lamar        | Deirdre Shaw, Chantelle M. Wells             | 16 marca 2018        | 2018                 |
| 78 | 14 | Chapter Seventy-Eight | Justin Baldoni    | Valentina Garza, Micah Schraft               | 23 marca 2018        | 2018                 |
| 79 | 15 | Chapter Seventy-Nine  | Gina Lamar        | Paul Sciarrotta                              | 6 kwietnia 2018      | 2018                 |
| 80 | 16 | Chapter Eighty        | Micah Schraft     | Micah Schraft                                | 13 kwietnia 2018     | 2018                 |
| 81 | 17 | Chapter Eighty-One    | Gina Lamar        | Jennie Snyder Urman, Paul Sciarrotta         | 20 kwietnia 2018     | 2018                 |

## Sezon 5 (2019)
| Nr  | #  | Tytuł                | Reżyseria         | Scenariusz                          | Premiera The CW  | Premiera Netflix |
| --- | -- | -------------------- | ----------------- | ----------------------------------- | ---------------- | ---------------- |
| 82  | 1  | Chapter Eighty-Two   | Gina Rodriguez    | Jennie Snyder Urman                 | 27 marca 2019    |                  |
| 83  | 2  | Chapter Eighty-Three | Gina Lamar        | Chantelle M. Wells, Katie Wech      | 3 kwietnia 2019  |                  |
| 84  | 3  | Chapter Eighty-Four  | Brad Silberling   | Valentina L. Garza, Deidre Shaw     | 10 kwietnia 2019 |                  |
| 85  | 4  | Chapter Eighty-Five  | Melanie Mayron    | Carolina Rivera, Liz Sczudlo        | 17 kwietnia 2019 |                  |
| 86  | 5  | Chapter Eighty-Six   | Gina Lamar        | Joni Lefkowitz, Madeline Hendricks  | 24 kwietnia 2019 |                  |
| 87  | 6  | Chapter Eighty-Seven | Eric Lea          | Rafael Agustín                      | 1 maja 2019      |                  |
| 88  | 7  | Chapter Eighty-Eight | Stuart Gillard    | Deirdre Shaw                        | 8 maja 2019      |                  |
| 89  | 8  | Chapter Eighty-Nine  | Zetna Fuentes     | Katie Wech, Valentina L. Garza      | 15 maja 2019     |                  |
| 90  | 9  | Chapter Ninety       | Gina Rodriguez    | Chantelle M. Wells                  | 22 maja 2019     |                  |
| 91  | 10 | Chapter Ninety-One   | Gina Lamar        | Joni Lefkowitz                      | 29 maja 2019     |                  |
| 92  | 11 | Chapter Ninety-Two   | Leo Zisman        | Liz Sczudlo                         | 5 czerwca 2019   |                  |
| 93  | 12 | Chapter Ninety-Three | Melanie Mayron    | Carolina Rivera, Madeline Hendricks | 12 czerwca 2019  |                  |
| 94  | 13 | Chapter Ninety-Four  | Fernando Sariñana | Valentina L. Garza, Deidre Shaw     | 19 czerwca 2019  |                  |
| 95  | 14 | Chapter Ninety-Five  | Fernando Sariñana | Valentina L. Garza, Deidre Shaw     | 26 czerwca 2019  |                  |
| 96  | 15 | Chapter Ninety-Six   | Viet Nguyen       | Ben O'Hara                          | 10 lipca 2019    |                  |
| 97  | 16 | Chapter Ninety-Seven | Melanie Mayron    | Deidre Shaw, Chantelle M. Wells     | 17 lipca 2019    |                  |
| 98  | 17 | Chapter Ninety-Eight | Gina Lamar        | Carolina Rivera                     | 24 lipca 2019    |                  |
| 99  | 18 | Chapter Ninety-Nine  |                   |                                     | 31 lipca 2019    |                  |
| 100 | 19 | Chapter One Hundred  | Brad Silberling   | Jennie Snyder Urman                 | 31 lipca 2019    |                  |